# Olympische Sommerspiele 2024/Radsport – Einzelzeitfahren Straße (Männer)
Das Einzelzeitfahren der Männer bei den Olympischen Spielen 2024 in Paris fand am 27. Juli zwischen 16:30 Uhr und 18:00 Uhr statt.

## Streckenverlauf
Der Streckenverlauf wurde Anfang Juli 2023 bekanntgegeben. Die Strecke mit einer Länge von 32,4 km verlief im Stadtgebiet von Paris und einiger Umlandgemeinden und war identisch zum Einzelzeitfahren der Frauen. Mit 150 Höhenmetern an Steigungen ist der Parcours als flach einzustufen.
Der Start befand sich auf der Esplanade des Invalides. Die Strecke folgte zunächst dem Boulevard Saint-Germain und überquerte anschließend die Seine Richtung Place de la Bastille. Durch die Porte de Charenton ging es in den Bois de Vincennes. Dort wurde das Vélodrome Jacques-Anquetil passiert, wo zeitweilig die Zielankunft der Tour de France war, ebenso wie das Schloss Vincennes und das französische Sportförderungszentrum INSEP. An den beiden Passagen von Schloss Vincennes wurden die Zwischenzeiten genommen. Über Porte de Vincennes und Place de la Nation ging es zurück zur Bastille und wie auf dem Hinweg zurück zum Ausgangspunkt. Das Ziel bildete die Pont Alexandre III.

## Titelträger
| Olympiasieger | Primož Roglič   | Tokio 2020   |
| Weltmeister   | Remco Evenepoel | Glasgow 2023 |

## Ereignisse im Vorfeld
Für die Qualifikation zu dem Wettkampf wurden der Stand der Weltrangliste im Oktober 2023 sowie die Ergebnisse im Einzelzeitfahren der Straßenradsport-Weltmeisterschaften 2023 herangezogen. Außerdem wurde Amir Ansari eingeladen, das
olympische Flüchtlingsteam zu vertreten.
Mehrere Teams gaben im Vorfeld des Rennens Startplätze zurück, die an andere Nationen verteilt wurden. Großbritannien tat dies nicht und entsandte trotzdem nur einen von zwei möglichen Vertretern, der ungenutzte Platz verfiel. Kolumbiens vorgesehener Vertreter Daniel Felipe Martínez konnte nicht rechtzeitig anreisen, da er seinen Pass wegen einer anderen Visumsangelegenheit nicht rechtzeitig von der kanadischen Botschaft zurückerhalten hatte. Die Startliste umfasste daher 34 von 36 möglichen Plätzen.
Als größte Favoriten wurden Weltmeister Remco Evenepoel, Stunden-Weltrekordhalter Filippo Ganna sowie der WM-Dritte Joshua Tarling genannt.

## Rennverlauf
Das Rennen fand bei Dauerregen statt, rutschige Straßen zwangen die Fahrer zu erhöhter Vorsicht. Alberto Bettiol, Ryan Mullen und Mathias Vacek setzten die ersten Bestzeiten, bevor Wout van Aert, der als einziger Teilnehmer mit einem vorderen Scheibenrad antrat, die Bestzeit um eine Minute verbesserte. Joshua Tarling kam mit nur zwei Sekunden Rückstand ins Ziel, nachdem er unterwegs wegen eines Defekts sein Rad hatte wechseln müssen. Filippo Ganna und Remco Evenepoel starteten als letzte. Ganna kam unterwegs auf einem gepflasterten Weg ins Rutschen und konnte sich nur durch eine artistische Einlage aufrecht halten, machte aber im letzten Drittel Zeit gut und unterbot Wout van Aert. Evenepoel, der eine Woche zuvor die Tour de France als Dritter abgeschlossen hatte, zeigte eine fehlerfreie Vorstellung und gewann mit knapp fünfzehn Sekunden Vorsprung.
Zwei Fahrer beendeten das Rennen aufgrund von Stürzen nicht, der Norweger Søren Wærenskjold und der Australier Lucas Plapp. Letzterer verletzte sich so schwer, dass er noch in der Nacht am Bauch operiert werden musste.

## Ergebnis
27. Juli 2024, Start: 16:30 Uhr
| Rang                 | Name                          | Nation                         | Zeit          |
| -------------------- | ----------------------------- | ------------------------------ | ------------- |
| 1                    | Remco Evenepoel               | Belgien                        | 36:12,16 min  |
| 2                    | Filippo Ganna                 | Italien                        | + 0:14,92 min |
| 3                    | Wout van Aert                 | Belgien                        | + 0:25,63 min |
| 4                    | Joshua Tarling                | Großbritannien                 | + 0:27,79 min |
| 5                    | Brandon McNulty               | Vereinigte Staaten             | + 1:04,44 min |
| 6                    | Stefan Bissegger              | Schweiz                        | + 1:26,41 min |
| 7                    | Nélson Oliveira               | Portugal                       | + 1:30,99 min |
| 8                    | Stefan Küng                   | Schweiz                        | + 1:35,51 min |
| 9                    | Maximilian Schachmann         | Deutschland                    | + 1:38,55 min |
| 10                   | Mikkel Bjerg                  | Dänemark                       | + 1:43,16 min |
| 11                   | Mathias Vacek                 | Tschechien                     | + 1:43,46 min |
| 12                   | Ryan Mullen                   | Irland                         | + 1:45,00 min |
| 13                   | Tobias Foss                   | Norwegen                       | + 1:45,12 min |
| 14                   | Mattias Skjelmose Jensen      | Dänemark                       | + 1:45,53 min |
| 15                   | Kévin Vauquelin               | Frankreich                     | + 1:52,77 min |
| 16                   | Magnus Sheffield              | Vereinigte Staaten             | + 1:53,08 min |
| 17                   | Daan Hoole                    | Niederlande                    | + 1:54,52 min |
| 18                   | Alberto Bettiol               | Italien                        | + 1:54,61 min |
| 19                   | Felix Großschartner           | Österreich                     | + 2:05,20 min |
| 20                   | Derek Gee                     | Kanada                         | + 2:16,01 min |
| 21                   | Jewgeni Fedorow               | Kasachstan                     | + 2:21,82 min |
| 22                   | Attila Valter                 | Ungarn                         | + 2:33,52 min |
| 23                   | Michał Kwiatkowski            | Polen                          | + 2:37,44 min |
| 24                   | Laurence Pithie               | Neuseeland                     | + 2:37,60 min |
| 25                   | Rui Costa                     | Portugal                       | + 2:47,91 min |
| 26                   | Oier Lazkano                  | Spanien                        | + 2:56,70 min |
| 27                   | Jan Tratnik                   | Slowenien                      | + 3:25,96 min |
| 28                   | Sainbajaryn Dschambaldschamts | Mongolei                       | + 4:07,77 min |
| 29                   | Biniam Girmay                 | Eritrea                        | + 4:08,49 min |
| 30                   | Amir Ansari                   | Refugee Olympic Team           | + 4:13,98 min |
| 31                   | Gleb Syriza                   | Individuelle Neutrale Athleten | + 4:21,14 min |
| 32                   | Achraf Ed Doghmy              | Marokko                        | + 7:19,21 min |
| Nicht in der Wertung |                               |                                |               |
| —                    | Lucas Plapp                   | Australien                     | DNF           |
| —                    | Søren Wærenskjold             | Norwegen                       | DNF           |